# Parc naturel du Désert de Las Palmas
Le parc naturel du Désert de Las Palmas est une aire protégée créé dans la Communauté valencienne en 1989. Le parc naturel est situé entre les communes de Benicàssim, Borriol, Cabanes, Castellón de la Plana et La Pobla Tornesa dans la Province de Castellón,.

## Description
Le parc naturel de 3 293 ha a été déclarée réserve naturelle par le gouvernement de Valence le 16 octobre 1989. La zone a brûlé à plusieurs reprises en 1985 et 1992, ce qui explique qu'il y ait peu de forêt sauvage. 
Le nom de la réserve vient de la présence historique d'un ordre mendiant de Carmélites. Cet ordre appelle les espaces dédiés à la retraite spirituelle déserts sacrés (los  Santos Desiertos). La deuxième partie du nom vient de l'abondance de palmiers nains (Chamaerops humilis) dans la zone. Les Chamaerops sont les seuls palmiers endémiques d'Europe.

## Galerie

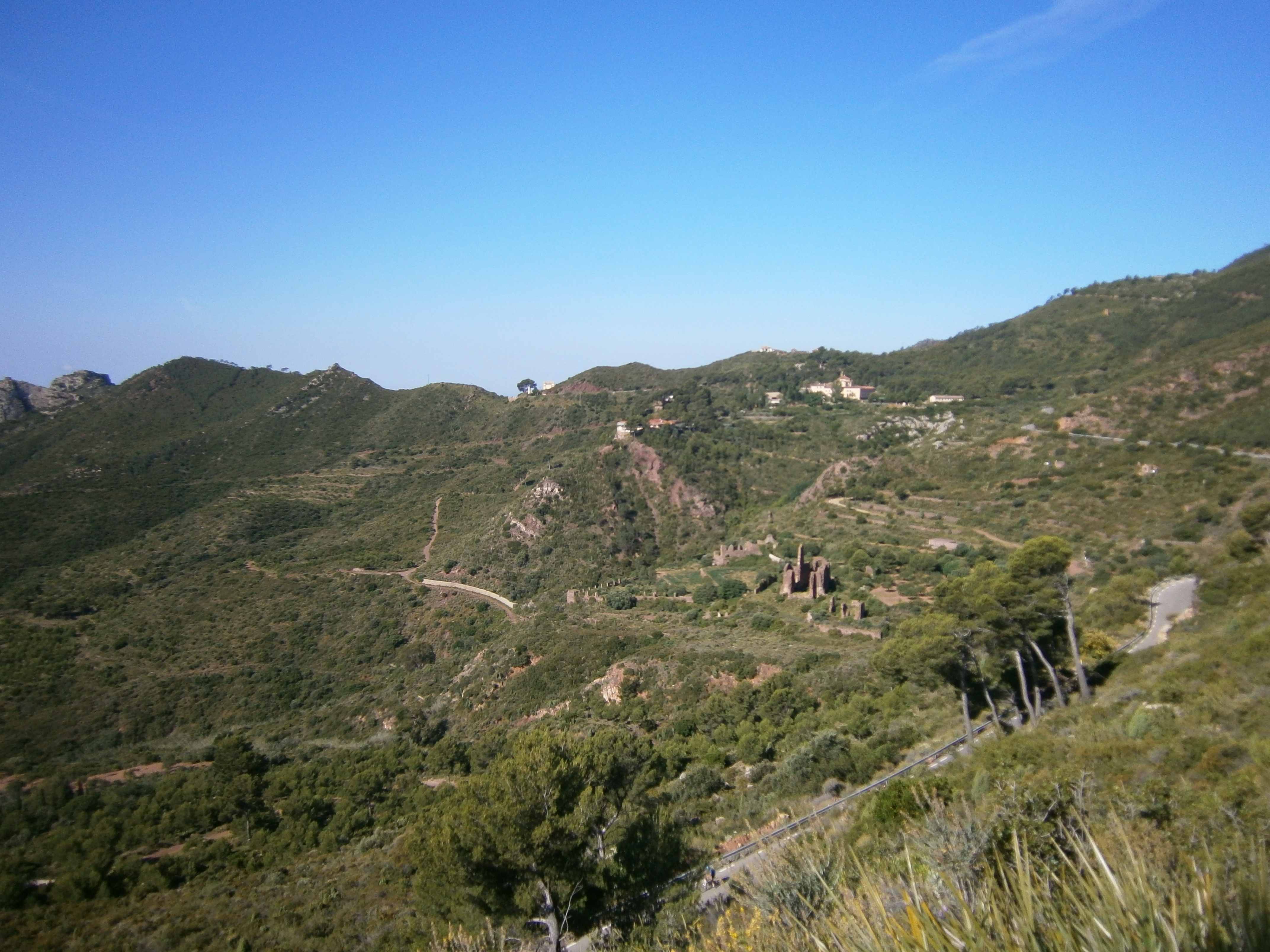
Désert de las Palmas.
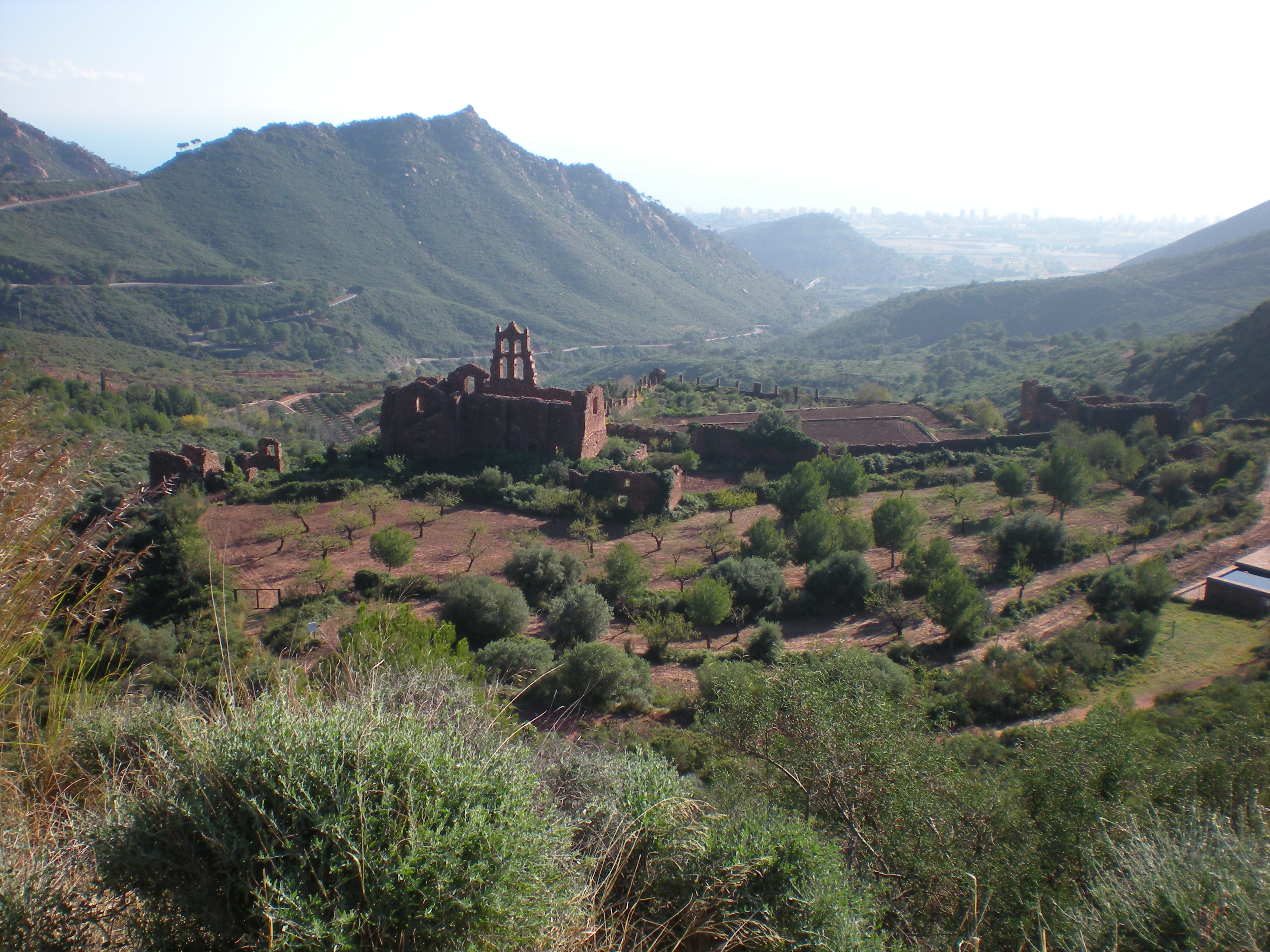
L'ancien monastère.